# Caprodon
Caprodon (Günther, 1859), è un genere di pesci d'acqua salata appartenente alla famiglia Serranidae.

## Etimologia
Il nome del genere deriva dall'unione delle parole capra (dal latino) + odous (dal greco, dente).

## Specie
Il genere comprende 3 specie:
- Caprodon krasyukovae Kharin, 1983
- Caprodon longimanus (Günther, 1859)
- Caprodon schlegelii (Günther, 1859)